# Helmondia '55 in het seizoen 1961/62
Het seizoen 1961/1962 was het zevende jaar in het bestaan van de Helmondse betaaldvoetbalclub Helmondia '55. De club kwam uit in de Tweede divisie en eindigde daarin op de derde plaats. Tevens deed de club mee aan het toernooi om de KNVB beker, hierin werd de club in de derde ronde uitgeschakeld door Willem II (0–1).

## Wedstrijdstatistieken

### Tweede divisie
|       | Baronie | EDO   | De Graafschap | LONGA | N.E.C. | Oldenzaal | PEC   | RCH   | Roda Sport | Tubantia | UVS   | Velox | Zwartemeer | Zwolsche Boys |
| ----- | ------- | ----- | ------------- | ----- | ------ | --------- | ----- | ----- | ---------- | -------- | ----- | ----- | ---------- | ------------- |
| Thuis | 1 – 0   | 3 – 2 | 2 – 2         | 2 – 3 | 8 – 1  | 1 – 1     | 2 – 1 | 3 – 1 | 0 – 0      | 1 – 1    | 2 – 1 | 2 – 1 | 3 – 1      | 2 – 0         |
| Uit   | 3 – 2   | 0 – 0 | 1 – 4         | 2 – 1 | 5 – 0  | 0 – 1     | 2 – 4 | 2 – 2 | 3 – 0      | 4 – 2    | 0 – 0 | 3 – 0 | 2 – 2      | 5 – 0         |

### KNVB beker
| 1e ronde                                             | LONGA                                         | 2 – 3 (1 – 1) | Helmondia '55                          |
| 21 oktober 1961 Plaats: Tilburg Aan de Spoorbrug     | Jan Meijer 29' (pen.) Wolf Vermulst –' (e.d.) |               | 4', 64' Theo Spierings 47' Coen Dillen |
| 2e ronde                                             | NOAD                                          | 0 – 3 (0 – 0) | Helmondia '55                          |
| 31 maart 1962 Plaats: Tilburg Gemeentelijk Sportpark |                                               |               | 69', 78', –' Theo Spierings            |
| 3e ronde                                             | Willem II                                     | 1 – 0 (1 – 0) | Helmondia '55                          |
| 28 april 1962 Plaats: Tilburg Gemeentelijk Sportpark | Piet Timmermans 40'                           |               |                                        |

## Statistieken Helmondia '55 1961/1962

### Eindstand Helmondia '55 in de Nederlandse Tweede divisie 1961 / 1962
| Stand | Gespeeld | Gewonnen | Gelijk | Verloren | Punten | Doelpunten voor | Doelpunten tegen |
| ----- | -------- | -------- | ------ | -------- | ------ | --------------- | ---------------- |
| 3e    | 28       | 12       | 8      | 8        | 32     | 50              | 47               |

### Topscorers
| #              | Naam                        | Goal |
| -------------- | --------------------------- | ---- |
| 1.             | Coen Dillen                 | 20   |
| 2.             | Theo Spierings              | 13   |
| 3.             | Gerard van de Kerkhof       | 10   |
| 4.             | Paul Merkx                  | 2    |
| 4.             | Harry van de Ven            | 2    |
| 6.             | Johnny van Deursen          | 1    |
| 6.             | Leo van der Linden          | 1    |
| Eigen doelpunt |                             |      |
| –              | Foppe ten Hoor (Zwartemeer) | 1    |
| Totaal         | Totaal                      | 50   |

| #      | Naam           | Goal |
| ------ | -------------- | ---- |
| 1.     | Theo Spierings | 5    |
| 2.     | Coen Dillen    | 1    |
| Totaal | Totaal         | 6    |

## Voetnoten
Baronie · EDO · De Graafschap · Helmondia '55 · LONGA · N.E.C. · Oldenzaal · PEC · RCH · Roda Sport · Tubantia · UVS · Velox · Zwartemeer · Zwolsche Boys